# Krawara
Krawara – wieś w Polsce położona w województwie mazowieckim, w powiecie szydłowieckim, w gminie Chlewiska. Ma status sołectwa.
Prywatna wieś szlachecka, położona była w drugiej połowie XVI wieku w powiecie radomskim województwa sandomierskiego. 
Wieś była własnością Jakuba Chlewickiego w latach 1576-1577. 
Według zapisu z regestru urodzin hrabstwa szydłowieckiego z roku 1812 posesorem Krawary był Gaspar Pugłowski, w roku tym dnia 01.10.1812 urodził się Michał Nikodem syn Gaspara i Franciszki Pugłowskiej.
W latach 1975–1998 miejscowość administracyjnie należała do województwa radomskiego. Według Narodowego Spisu Powszechnego z roku 2011 wieś liczyła 28 mieszkańców
| SIMC    | Nazwa          | Rodzaj    |
| ------- | -------------- | --------- |
| 0615859 | Wola Krawarska | część wsi |

Wierni Kościoła rzymskokatolickiego należą do parafii Świętych Apostołów Piotra i Pawła w Pawłowie.
Liczba ludności 2023-11